# Mapandan
Mapandan is een gemeente in de Filipijnse provincie Pangasinan op het eiland Luzon. Bij de laatste census in 2007 had de gemeente bijna 33 duizend inwoners.

## Geografie

### Bestuurlijke indeling
Mapandan is onderverdeeld in de volgende 15 barangays:
| - Amanoaoac - Apaya - Aserda - Baloling - Coral - Golden - Jimenez - Lambayan | - Luyan - Nilombot - Pias - Poblacion - Primicias - Santa Maria - Torres |

## Demografie

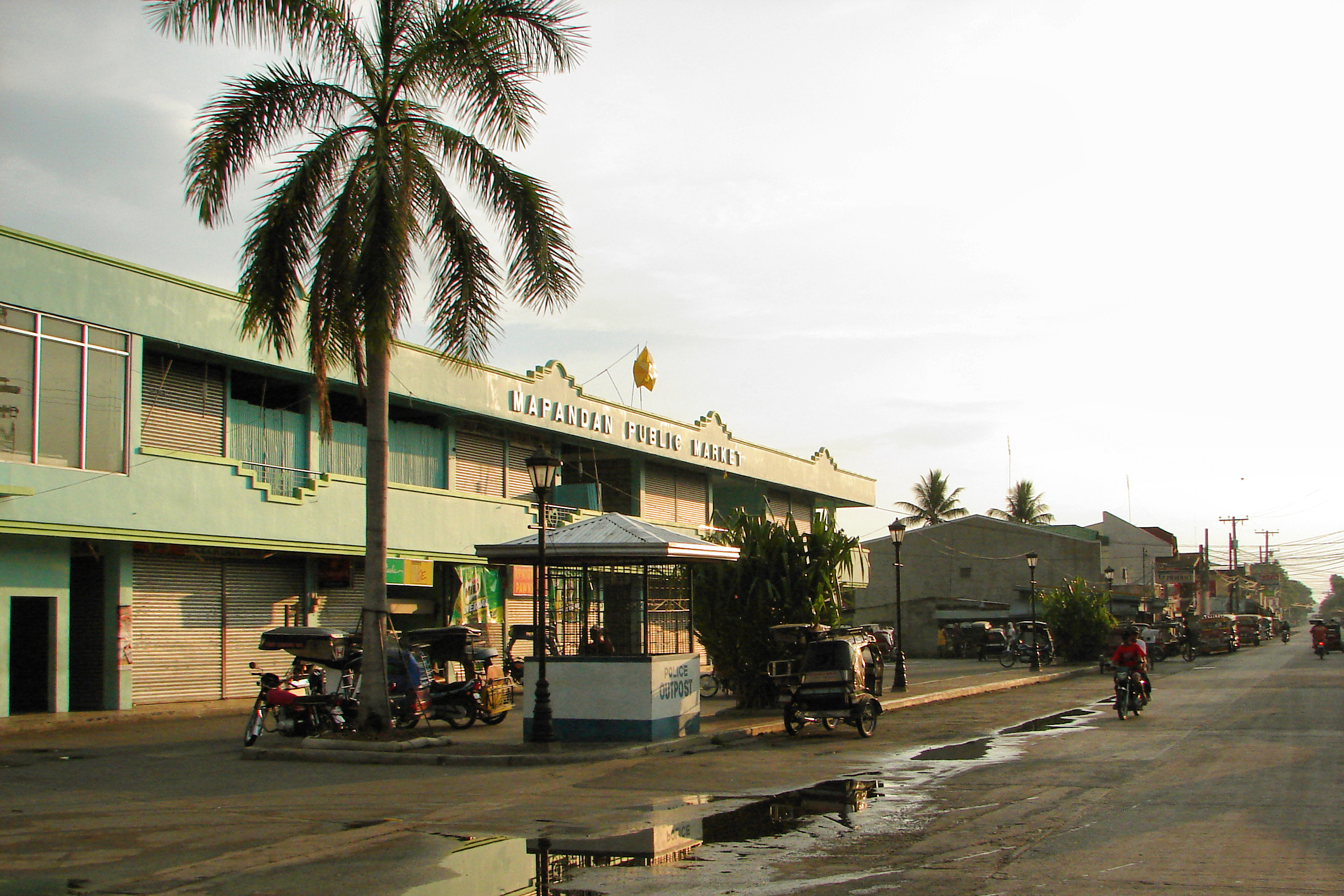
Markt

Mapandan had bij de census van 2007 een inwoneraantal van 32.905 mensen. Dit zijn 2.130 mensen (6,9%) meer dan bij de vorige census van 2000. De gemiddelde jaarlijkse groei komt daarmee uit op 0,93%, hetgeen lager is dan het landelijk jaarlijks gemiddelde over deze periode (2,04%).